# 395 هـ
395 هـ هي سنة في التقويم الهجري امتدت مقابلةً في التقويم الميلادي بين سنتي 1004 و1005.

## مواليد
- ابن حيوس
- الظاهر لإعزاز دين الله

## وفيات
- أبو هلال العسكري
- ابن منده

- ابن فارس